# 修道院森林車站
修道院森林車站（英語：Abbey Wood railway station）是位于倫敦格林威治區、北肯特線上的鐵路站，為英國國鐵、伊利沙伯線轉乘站，属于倫敦軌道運輸第4收费区。本站月台部分位於格林威治區，入口則位於貝克斯利區。車站由倫敦交通局管理，並由東南鐵路、泰晤士連線提供途經格林威治或劉易舍姆前往倫敦市中心的客運服務。伊利沙伯線列車則途經金絲雀碼頭站和利物浦街車站，前往雷丁或希斯羅機場。此站亦是距離泰晤士米德最接近的鐵路站。

## 概況
本站位於阿貝伍德，並分別在1987年和2014年進行了改造工程。
本站是伊利沙伯線東南分支的終點，乘客可於此站轉乘東南鐵路、泰晤士連線的列車。伊利沙伯線由東至西連接阿貝伍德、倫敦展覽中心（海關樓站）、金絲雀碼頭、倫敦市中心和雷丁 / 希斯羅機場。

## 歷史

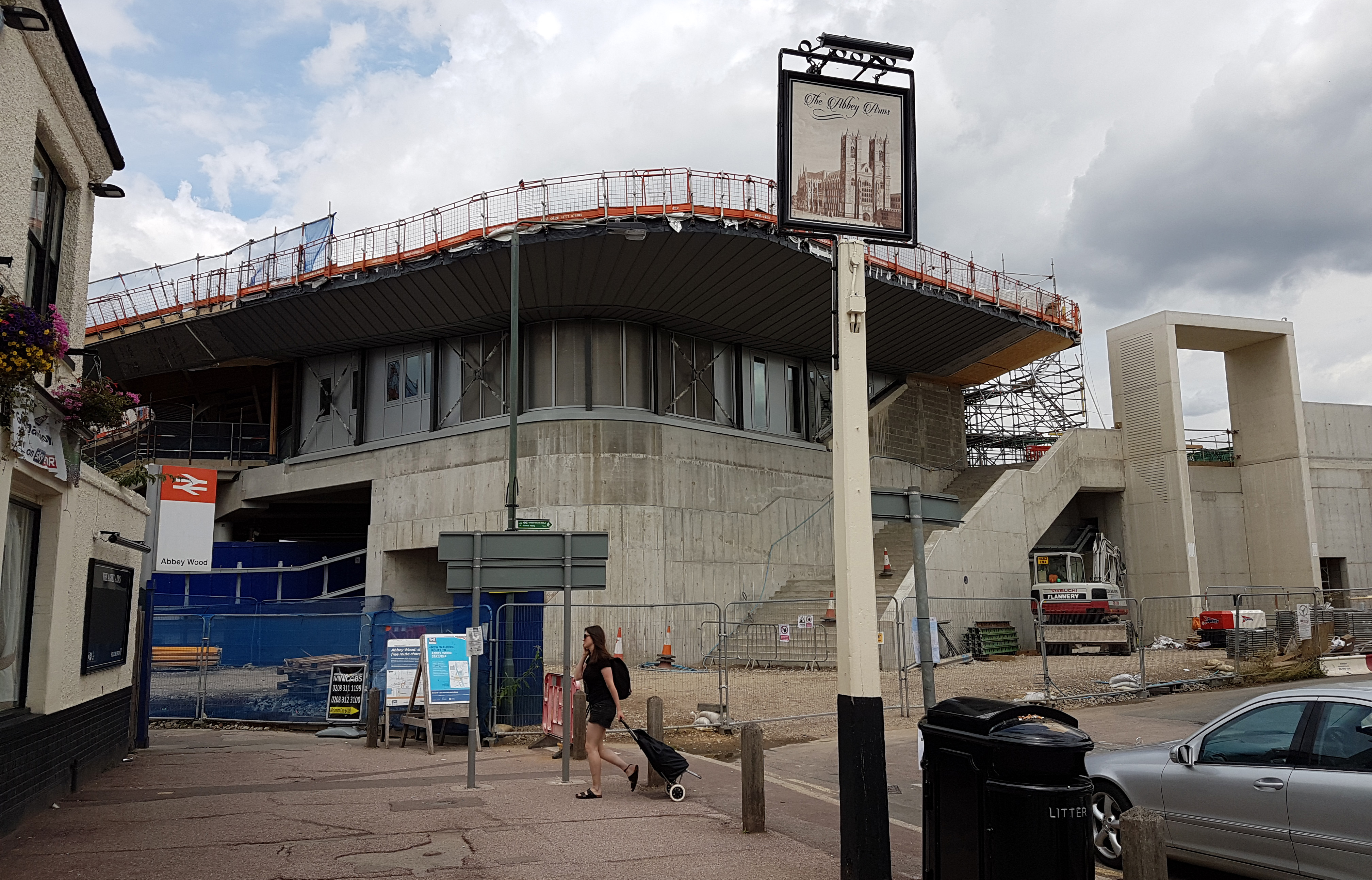
2017年興建中的新站房

1849年7月30日，本站開通，由東南部鐵路負責管理，擁有東南部鐵路典型的磚造站房和金屬月台遮篷。1860年代，威廉·莫里斯居住在紅屋 (倫敦)時曾使用本站通勤。1899年，本站移交至東南和查塔姆鐵路運營。1921年鐵道法實施後，本站於1923年由南部鐵路公司負責運營。1948年本站被國有化。
在1980年代，英國鐵路逐步重組，本站由東南鐵路網管理。1990年代，英國鐵路私有化，車站改由東南鐵路管理。本站今日由倫敦交通局管理。2017年10月23日，新站房落成啟用，並提供車站入口至月台的無障礙通道。
2022年5月24日伊利沙伯线通車，本站成為該線東南分支的終點站。開通後，伊利沙伯線逢星期一至六、上午6時30分至下午11時，每小時有12班列車來往本站和倫敦帕丁頓車站，星期日則不設服務。同年11月6日，伊利沙伯线列車服務變更為雷丁 / 希斯羅機場 — 本站 以及 帕丁頓 — 仙菲爾德，本站開始有前往雷丁 / 希斯羅機場的直達列車。伊利沙伯线亦改為每日服務。

## 列車服務

### 國家鐵路
東南鐵路、泰晤士連線使用英國鐵路376、465、466、700和707型電聯車服務本站。
非繁忙時間：
- 西行列車經格林尼治站至坎農街站，每小時2班
- 西行列車經劉易舍姆站至查令十字車站，每小時2班
- 西行列車經格林尼治站至盧頓站，每小時2班
- 東行列車至克雷福德站，並經席德卡普站和劉易舍姆站回到坎農街站，每小時2班
- 東行列車至達特福德站，每小時2班
- 東行列車經達特福德、格雷夫森德至雷恩漢姆站，每小時2班

於繁忙時間，東南鐵路亦有以下列車服務本站：
- 東行列車經貝克斯利希斯鐵路車站、埃爾特姆站、劉易舍姆站，最後回到坎農街站

### 伊利沙伯線
伊利沙伯線於本站的班次每小時為：
- 2班 往希斯洛機場第五航廈
- 2班 往希斯洛機場第四航廈
- 4班 往梅登黑德，其中2班續駛至雷丁

本線使用列車為英國鐵路345型電聯車。